# Rio Ailette
O rio Ailette é um rio com 59,5 km do departamento de Aisne, no leste da França. Nasce em Sainte-Croix e corre em geral para oeste-noroeste. É afluente pela margem esquerda do rio Oise, no qual desagua entre Manicamp e Quierzy, 30 km a noroeste de Compiègne.
O rio Ailette passa pelas seguintes comunas:
Sainte-Croix, Corbeny, Craonne, Bouconville-Vauclair, Chermizy-Ailles, Neuville-sur-Ailette, Cerny-en-Laonnois, Chamouille, Pancy-Courtecon, Colligis-Crandelain, Trucy, Chevregny, Monampteuil, Filain, Pargny-Filain, Urcel, Chavignon, Royaucourt-et-Chailvet, Chaillevois, Merlieux-et-Fouquerolles, Vaudesson, Pinon, Lizy, Anizy-le-Château, Vauxaillon, Landricourt, Leuilly-sous-Coucy, Jumencourt, Crécy-au-Mont, Coucy-le-Château-Auffrique, Pont-Saint-Mard, Guny, Champs, Trosly-Loire, Saint-Paul-aux-Bois, Pierremande, Bichancourt, Manicamp, Quierzy